# Rivière à Pierre (rivière Ha! Ha!)
Pour les articles homonymes, voir Rivière à Pierre.
La rivière à Pierre est un cours d'eau coulant au Québec, au Canada. Elle traverse les régions administratives de :
- la Capitale-Nationale : MRC de Charlevoix, dans la réserve faunique des Laurentides ;
- Saguenay–Lac-Saint-Jean : MRC Le Fjord-du-Saguenay, dans la municipalité Ferland-et-Boilleau.

La vallée de la rivière à Pierre est desservie quelques routes forestières pour les besoins de la foresterie et des activités récréotouristiques.
La foresterie constitue la principale activité économique du secteur ; les activités récréotouristiques, en second.
La surface de la rivière à Pierre est habituellement gelée du début de décembre à la fin mars, toutefois la circulation sécuritaire sur la glace se fait généralement de la mi-décembre à la mi-mars.

## Géographie
Les principaux bassins versants voisins de la rivière à Pierre sont :
- côté nord : rivière Ha! Ha!, bras d'Hamel, bras du Coco, bras Rocheux, rivière Saguenay ;
- côté est : lac Cinto, rivière Ha! Ha!, rivière à la Cruche, lac Ha! Ha!, rivière Malbaie ;
- côté sud : rivière à Mars, rivière à Mars Nord-Ouest, lac au Goéland, ruisseau au Goéland, rivière du Chemin des Canots, rivière Porc-Épic ;
- côté ouest : bras de l'Enfer, rivière à Mars, rivière à Mars Nord-Ouest.

La rivière à Pierre prend sa source à l’embouchure du lac Girard (altitude : 668 m) dans la réserve faunique des Laurentides. Cette source est située à :
- 1,4 km au nord-est d'une courbe de la rivière à Mars ;
- 4,5 km au nord-ouest du lac Cinto ;
- 12,2 km au sud-ouest de la confluence de la rivière à Pierre et du lac Ha! Ha! ;
- 40,1 km au sud de la confluence du lac Ha! Ha! et de l’embouchure du baie des Ha! Ha! ;

À partir de sa source (lac Girard), le cours de la rivière à Pierre coule sur 19,8 km selon les segments suivants :
- 0,4 km vers l’est dans la réserve faunique des Laurentides jusqu’à un coude de rivière ;
- 5,0 km vers le nord en suivant le pied d’une haute montagne et en traversant le Lac à Pierre (longueur : 0,7 km ; altitude : 593 m), puis vers le nord-est jusqu’à la limite nord de la réserve faunique des Laurentides ;
- 0,8 km vers le nord-est dans la municipalité de Ferland-et-Boilleau dans une vallée encaissée, jusqu'à la décharge (venant du nord-ouest) d’un lac ;
- 3,4 km vers le nord jusqu'à la décharge (venant du sud-est) du lac Légal ;
- 2,1 km vers le nord jusqu'à la décharge (venant du nord-ouest) d’un lac ;
- 4,6 km vers le nord-est dans une vallée encaissée, jusqu'à un coude de rivière correspondant la décharge (venant du nord-ouest) d’un lac ;
- 3,5 km vers le sud-est jusqu'à son embouchure.

La rivière à Pierre se déverse dans une petite baie sur la rive ouest du lac Ha! Ha!. Cette embouchure est située à :
- 2,6 km au sud-ouest du barrage à l’embouchure du lac Ha! Ha! ;
- 5,6 km au sud du centre du village de Boileau de la municipalité de Ferland-et-Boilleau ;
- 30,0 km au sud-est de la confluence de la rivière Ha! Ha! et de la baie des Ha! Ha! ;
- 44,7 km au sud-est du centre-ville de Saguenay ;
- 85,0 km au sud-ouest de la confluence de la rivière Saguenay et du fleuve Saint-Laurent.

À partir de la confluence de la rivière à Pierre et du lac Ha! Ha!, le courant suit le cours de la rivière Ha! Ha! sur 38,9 km généralement vers le nord, traverse la baie des Ha! Ha! sur 11,0 km vers le nord-est, puis suit le cours de la rivière Saguenay sur 99,5 km vers l’est jusqu’à Tadoussac où il conflue avec l’estuaire du Saint-Laurent.

## Toponymie
Le toponyme « rivière à Pierre » a été officialisé le 5 décembre 1968 par la Commission de toponymie du Québec.